# Parafia św. Wojciecha w Starym Wiśniczu
Parafia św. Wojciecha w Starym Wiśniczu – parafia rzymskokatolicka, znajdująca się w diecezji tarnowskiej, w dekanacie Lipnica Murowana.